# Roy Jacobsen

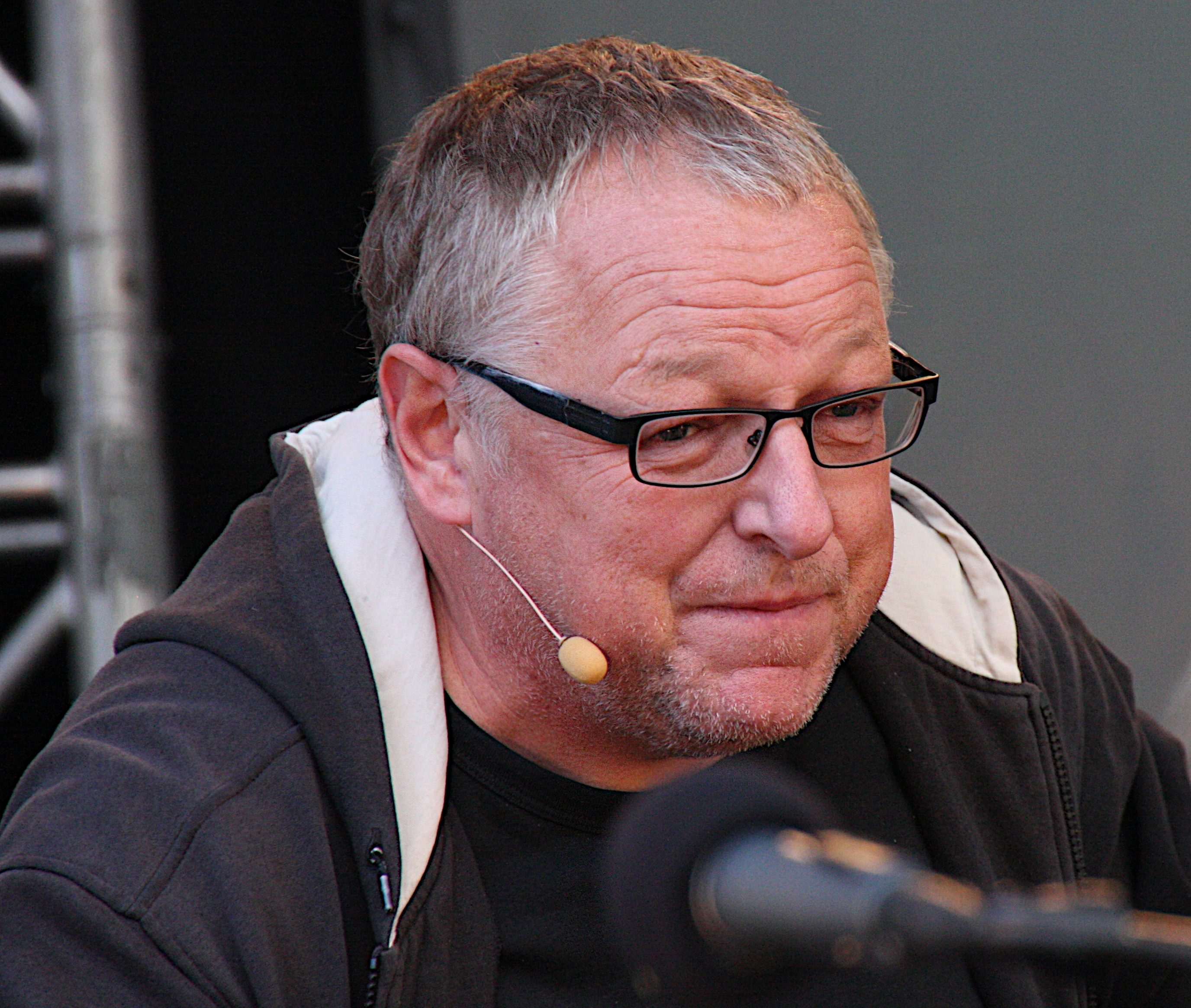
Roy Jacobsen

Roy Jacobsen (* 26. Dezember 1954 in Oslo) ist ein norwegischer Schriftsteller.

## Leben
Jacobsen debütierte 1982 mit der Novellensammlung Fangeliv. Er hat Romane, Novellen und Kinderbücher veröffentlicht. In Norwegen ist Jacobsen als Autor angesehen und erfolgreich.
Kritiker loben seine schriftstellerische Fähigkeit, historisches Geschehen mit dem Schicksal einfacher Menschen psychologisch untermauert und gut lesbar zu verquicken.
2009 war er an dem Drehbuch zum Film Walhalla Rising beteiligt. 2017 wurde die englische Übersetzung von De Usynlige (The Unseen) auf die Shortlist des Man Booker International Prize gesetzt.

## Werke
- Fangeliv. Erzählungen. 1982.
- Hjertetrøbbel. Roman. 1984.
- Tommy. Roman. 1985.
- Det nye vannet. Roman. 1987. (dt. von Gabriele Haefs: Schweigen am See. Goldmann Verlag, München 1998, ISBN 3-442-72213-6)
- Virgo. Roman. 1988. (dt.: Virgo. 1988, ISBN 82-574-0677-5)
- Det kan komme noen. Erzählungen. 1989.
- Ursula. Kinderbuch. barnebok. 1990.
- Seierherrene. Roman. 1991.
- Fata Morgana. Roman. 1992. (dt. von Gabriele Haefs: Punkt, Punkt, Sommer, Strich. Ernst Kabel Verlag. Hamburg 1995, ISBN 3-8225-0302-9; später als Fata Morgana. Econ Verlag, 1997, ISBN 3-612-27317-5)
- Den høyre armen. Erzählungen. 1994.
- Trygve Bratteli. En fortelling. Biographie von Trygve Bratteli. 1995.
- Ismael. Roman. 1998. (dt. von Gabriele Haefs: Haus ohne Namen. 1999)
- Grenser. Roman. 1999. (dt. von Gabriele Haefs: Die Mühle am Fluss. 2003)
- Fugler og soldater. Erzählungen. 2001.
- Det nye vinduet. Erzählungen. 2002.
- Frost. Roman. 2003.
- Hoggerne. Roman. J. W. Cappelens Forlag AS, Oslo. 2005. (deutsch von Gabriele Haefs: Das Dorf der Wunder. Osburg Verlag, Berlin 2010, ISBN 978-3-940731-34-0)
- Marions slør. Roman. 2007.
- Vidunderbarn. Roman. 2009. (deutsch von Gabriele Haefs: Der Sommer, in dem Linda schwimmen lernte. Osburg Verlag, Berlin 2011, ISBN 978-3-940731-58-6)
- De Usynlige. Roman. 2013. (deutsch von Gabriele Haefs und Andreas Brunstermann: Die Unsichtbaren. Osburg Verlag, Hamburg 2014, ISBN 978-3-95510-035-3)
- Hvitt hav. Roman. 2016. (dt.: Weißes Meer. ISBN 3-95510-105-3)
- Rigels øyne. Roman. 2017.
- Bare en mor. 2020. 
  - Die Kinder von Barrøy. Roman, Beck-Verlag, München 2021, ISBN 978-3-406-77422-5.
- De uverdige. 2022.
  - Die Unwürdigen. Roman. Beck-Verlag, München 2023, ISBN 978-3-406-80691-9.

## Preise
- 1982 Tarjei-Vesaas-Debütantenpreis für Fangeliv
- 1987 Cappelenprisen
- 1988 Notabeneprisen
- 1989 Kritikerpreis für Det kan komme noen
- 1991 Bokhandlerprisen für Seierherrene[1]
- 1991 Scheiblers legat
- 1994 Ivar-Lo-Preis
- 1994 Oslo bys kunstnerpris
- 2003 Riksmålsforbundets litteraturpris
- 2005 Gyldendalpreis
- 2006 Ungdommens kritikerpris
- 2009 Bokhandlerprisen für Vidunderbarn

## Belege
1. ↑  Preisträgerliste des Bokhandlerprisen (Memento des Originals vom 6. August 2019 im Internet Archive)  Info: Der Archivlink wurde automatisch eingesetzt und noch nicht geprüft. Bitte prüfe Original- und Archivlink gemäß Anleitung und entferne dann diesen Hinweis., abgerufen am 29. August 2019.

| Personendaten    | Personendaten               |
| ---------------- | --------------------------- |
| NAME             | Jacobsen, Roy               |
| KURZBESCHREIBUNG | norwegischer Schriftsteller |
| GEBURTSDATUM     | 26. Dezember 1954           |
| GEBURTSORT       | Oslo                        |